# Zbigniew Brzeziński
Pour les articles homonymes, voir Brzezinski.
Zbigniew Brzeziński (API-fr : 'zbi.ɡnjɛv bʒɛ.ˈʒin.ski/ ou [ˈzbi.ɡɲɛf bʐɛ.ˈʑiɲ.ski] pour être le plus fidèle possible par rapport à la prononciation polonaise), né le 28 mars 1928 à Varsovie (en Pologne) et mort le 26 mai 2017 à Falls Church (Virginie), est un politologue américain d'origine polonaise.
Il a été conseiller à la sécurité nationale du président des États-Unis Jimmy Carter, de 1977 à 1981. En tant que tel, il a été un artisan majeur de la politique étrangère de Washington, soutenant une politique plus agressive vis-à-vis de l'URSS, en rupture avec la Détente antérieure, qui mettait l'accent à la fois sur le réarmement des États-Unis et l'utilisation des droits de l'homme contre Moscou. Il est resté, jusqu'à sa mort, un observateur écouté en matière de politique étrangère aux États-Unis.

## Origines et éducation
Il est le fils de Tadeusz Brzeziński (21 février 1896 – 7 janvier 1990) et de Leona Roman. Son père est un fonctionnaire consulaire de la Pologne, en poste en Allemagne de 1931 à 1935, puis en URSS. Étant devenu consul général à Montréal, il décide en 1939 de ne pas rentrer avec sa famille en Pologne.
Son épouse, Emilie-Anne Beneš, est la petite-nièce de l'ancien président tchécoslovaque Edvard Beneš, ce qui accroîtra les peurs soviétiques à son égard, notamment lors de l'élection du pape Jean-Paul II et de la crise polonaise de l'été 1980, qui verra la naissance du syndicat Solidarité. Il a trois enfants, dont l'un, Mark (en), est juriste et travaille de 1999 à 2001 en tant que conseiller pour l'Europe de l'Est et la Russie au Conseil de sécurité nationale et ambassadeur des États-Unis en Pologne à partir de janvier 2022, et sa fille Mika est journaliste à MSNBC.
Il fait ses études à Montréal à l'Université McGill, puis à Boston à l'Université Harvard où il  soutient sa thèse de doctorat en 1953 sur la question du « totalitarisme soviétique ». Professeur à Harvard de 1953 à 1960, il devint expert au Center for Strategic and International Studies de Washington, professeur à l'université Johns-Hopkins de Baltimore ainsi qu'à Columbia (de 1960 à 1989). Il est professeur à la Paul H. Nitze School of Advanced International Studies de l'université Johns-Hopkins.

## Début de carrière
Auteur de plusieurs études et analyses sur le bouleversement et le rôle des États-Unis dans le monde, il devient conseiller politique au département d'État de 1966 à 1968, lorsqu'il fait partie de l'équipe de campagne d'Hubert Humphrey, candidat démocrate à la présidence, en tant que chargé des affaires étrangères.
Dans Between Two Ages: America's Role in the Technetronic Era (1970), il affirme qu'une politique de coopération plus étroite entre les pays riches est nécessaire pour prévenir l'instabilité globale émergeant de l'accroissement des inégalités.
Il cofonde alors, avec le multimilliardaire David Rockefeller, la commission Trilatérale en 1973, qu'il dirige jusqu'en 1976. Le rapport de 1975 de la commission est devenu célèbre pour sa distinction entre « intellectuels subversifs » et « responsables » et les « risques » que l'université implique pour la démocratie.

## Conseiller de Carter
À partir de la fin 1976, il devient le principal conseiller aux affaires étrangères de Jimmy Carter, critique la politique de détente suivie par Richard Nixon, Gerald Ford et l'URSS et préfère mettre l'accent sur le processus engagé par les accords d'Helsinki. Il est nommé conseiller à la sécurité nationale de Carter après son élection en 1976. Il participe alors à l'écriture du discours inaugural de Carter, qui envoie un fort signal aux dissidents soviétiques en rupture avec la politique de détente. Cela lui vaut des critiques à la fois de l'URSS et des États d'Europe de l'Ouest. À l'encontre de la perspective adoptée par le secrétaire d’État Cyrus Vance, qui préfère avancer sur le dossier unique du désarmement (SALT), Brzeziński souhaite lier ce dossier à celui des droits de l'homme et fait notamment augmenter la puissance des transmetteurs de Radio Free Europe, ce qui contredit de façon provocante les politiques Nixon-Ford-Kissinger .
Son premier voyage en tant que conseiller de Carter est, contre les souhaits du département d’État, à la Pologne, où il rencontra en 1977 l'archevêque Stefan Wyszyński, faisant de l'Église catholique polonaise l'interlocuteur légitime du pouvoir. Brzeziński pense alors que les Soviétiques profitent de la détente pour progresser en Angola et au Moyen-Orient et, contre Vance, prône alors à la fois le réarmement des États-Unis et le soutien à la cause des droits de l'homme utilisée contre l'URSS. Il fut ainsi l'un des instigateurs de l'United States Rapid Deployment Forces (en), dont la création est publiquement annoncée par Carter en octobre 1979 et visait à permettre une intervention immédiate n'importe où dans le monde de l'armée américaine (on crédite souvent à tort Reagan de la mise en place de cette force).
Brzeziński voyage aussi à Pékin en 1978 afin d'amorcer la normalisation des relations sino-américaines et prolonge ainsi la diplomatie du ping-pong initiée par Nixon. Cela a pour conséquence la rupture des relations diplomatiques en 1979 avec Taïwan, jusqu'alors allié fidèle de Washington.[réf. souhaitée]
Il appréhende défavorablement l'avancée des Sandinistes au Nicaragua, déclarant le 13 juillet 1979, une semaine avant la prise de la capitale, Managua, par les Sandinistes, « le bâton est en train de passer des États-Unis à Cuba. » Alors que le secrétaire d'État adjoint Warren Christopher lui demande ce que serait un « gouvernement castriste » au Nicaragua, Brzeziński répond que « ce serait un gouvernement qui soutiendrait la politique étrangère cubaine et soviétique et les insurrections à l'étranger - par exemple, au Salvador ». La stratégie davantage conciliante de l'assistant secrétaire d'État Vaky (en), qui souligne la large diversité de l'opposition à Somoza, est néanmoins suivie.
Il est aussi l'un des artisans de l'Opération Cyclone par laquelle Washington soutient les moudjahidins afghans dès juillet 1979. Brzeziński écrit une note au président, qui vient de décider d'aider les moudjahidins, pour indiquer que l'aide provoquera l'invasion de l'Afghanistan par l'URSS, ce qui se produit effectivement en décembre. Deux décennies plus tard, en se félicitant que les Soviétiques se soient épuisés dans le « piège afghan », il répond à l'accusation d'avoir provoqué l'intervention soviétique : « Nous n'avons pas poussé les Russes à intervenir, mais nous avons sciemment augmenté la probabilité qu'ils le fassent. » 
Il programme par ailleurs l'Opération Eagle Claw (avril 1980) visant à libérer les otages de Téhéran dont l'échec mena à la démission de Cyrus Vance. Lors des événements en Pologne, Brzeziński adopte encore une posture dure vis-à-vis de toute possibilité d'invasion du pays par les forces soviétiques et rompt ainsi avec l'attitude précédente de Washington lors de l'insurrection de Budapest (1956) et du printemps de Prague (1968).
Il reconnait en 1979 avoir incité la Chine et la Thaïlande à soutenir les Khmers rouges cambodgiens face au Vietnam : « J'ai encouragé les Chinois à soutenir Pol Pot. J'ai encouragé les Thaïlandais à soutenir le KD [Kampuchéa démocratique, nom officiel du régime Khmer rouge]. Pol Pot était une abomination. Nous ne pouvions en aucun cas lui assurer notre soutien, mais la Chine le pouvait. »
Brzeziński devient progressivement le membre le plus impopulaire de l'administration Carter et se fait copieusement huer à la Convention démocrate par les supporters d'Edward Kennedy lors de sa candidature à la présidentielle de 1980.

## Administration Reagan
Durant l'administration Reagan, Brzeziński devient membre du National Endowment for Democracy.
Il critique à la fois les colombes du Parti démocrate appartenant au camp de McGovern et le manichéisme de la vision reaganienne des relations internationales. Alors que Reagan arme les Contras au Nicaragua et intervient au Salvador, Brzeziński déclare en 1982 à la BBC : « Il n'est pas possible pour les États-Unis de soutenir l'aspiration aux droits de l'homme des travailleurs de Gdańsk et, dans le
même temps, de ne pas soutenir la volonté des paysans du Salvador d'acquérir des terres. »
En 1985, il est nommé membre de la Commission présidentielle sur la guerre chimique et travaille de 1987 à 1988 sur la Commission mixte du Conseil de sécurité nationale et du département de la Défense sur la stratégie à long terme des États-Unis. De 1987 à 1989, il fait partie du Conseil du renseignement extérieur pour le président (PFIAB).
Il rompt complètement avec le Parti démocrate en 1988 et soutient la candidature de George H. W. Bush et devient l'un de ses conseillers à la sécurité nationale lors de la campagne. Il publie cette même année The Grand Failure (« Le grand échec »), qui conjecture l'échec des politiques de glasnost et de perestroika, enclenchées par Gorbatchev et l'effondrement final de l'URSS dans quelques décennies. Il affirme qu'il y a environ la moitié des chances que le communisme soit encore en vigueur en 2017.
Dix jours avant la chute du Mur de Berlin, il est en visite en URSS, où il se recueille notamment devant le mémorial du massacre de Katyń et aurait reçu une ovation à l'Académie soviétique des sciences pour avoir demandé à Moscou de reconnaître ses responsabilités dans cet événement.
En 1990, il critique l'euphorie après la fin de la guerre froide, symbolisée par les thèses de Fukuyama sur la « fin de l'histoire ». Il s'oppose à la guerre du Golfe en affirmant qu'elle nuit à la crédibilité des États-Unis, notamment dans le monde arabe, thèses qu'il répète dans Out of Control (« Hors de contrôle », 1992).
Du 27 septembre au 1er octobre 1995, à l'hôtel Fairmont de San Francisco se tient le premier State Of The World Forum, l'objectif de la rencontre étant de déterminer l'état du monde, de suggérer des objectifs désirables, proposer des principes d'activité pour les atteindre et d'établir des politiques globales pour obtenir leur mise en œuvre. Pendant la conclusion de ce forum, Brzezinski, membre de la commission trilatérale, utilise alors pour la première fois le mot tittytainment pour arriver à la conclusion que « dans le siècle à venir, deux dixièmes de la population active suffiraient à maintenir l'activité de l'économie mondiale ».
Il critique ensuite l'hésitation de l'administration Clinton à intervenir contre la Serbie dans la guerre en ex-Yougoslavie et s'oppose à la première guerre de Tchétchénie en dirigeant le Comité américain pour la paix en Tchétchénie (en) formé en 1999. Après l'arrivée de Vladimir Poutine au pouvoir, il se méfie à nouveau de Moscou et devient l'un des soutiens importants de l'expansion de l'OTAN aux États post-soviétiques.

## Le Grand Échiquier(1997)

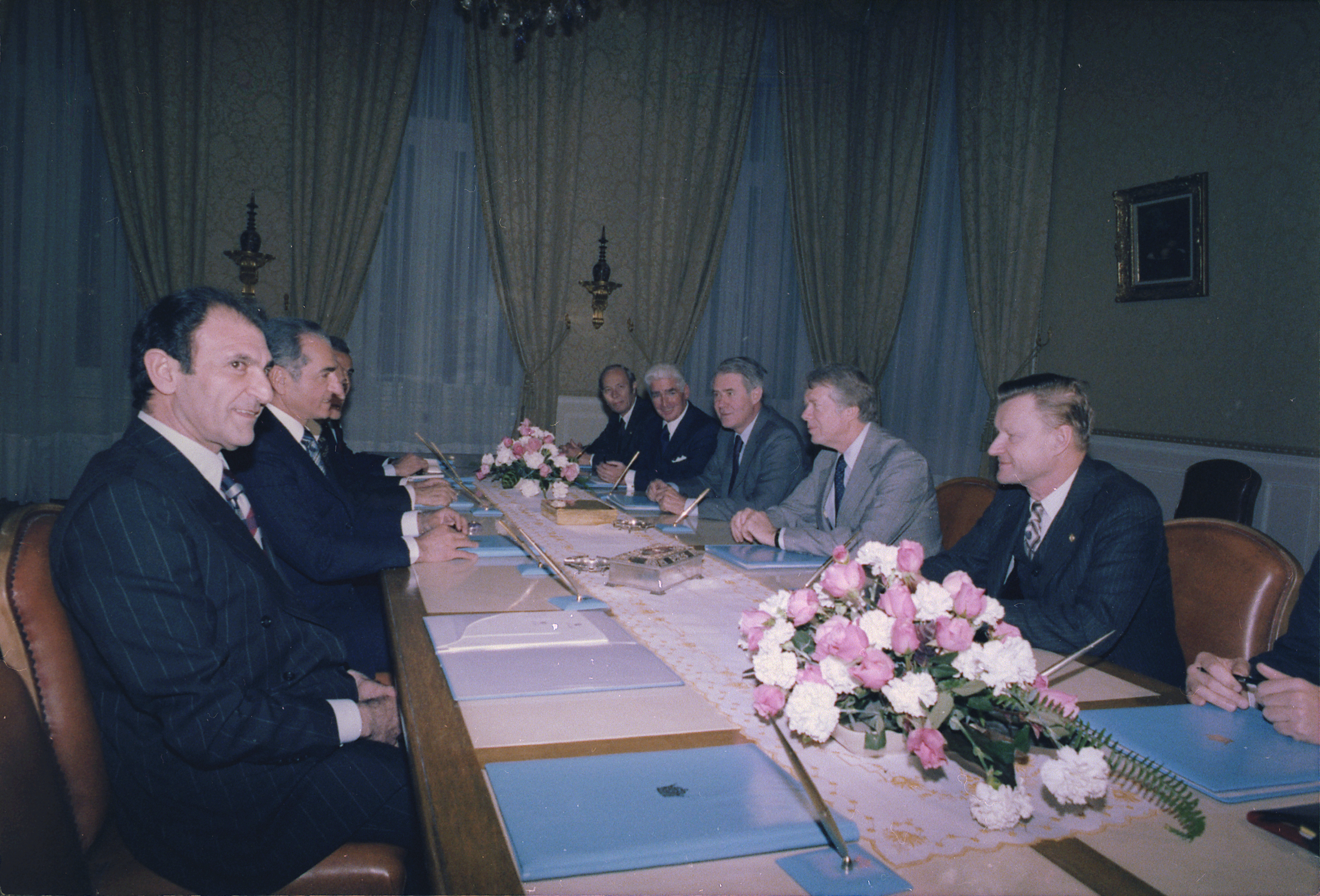
Le Shah d'Iran avec Atherton, Sullivan, Vance, Carter et Brzeziński, 1977

En 1997, il écrit Le Grand Échiquier (traduit en français la même année chez Hachette). Ce livre n'est plus vraiment d'actualité à la suite des attentats du 11 septembre 2001, qui lui valent des critiques pour son rôle dans le soutien aux moudjahidines. Il en édite une version actualisée sous le titre Le Vrai Choix en 2004 (The Choice: Global Domination or Global Leadership, paru chez Basic Books).
Sa théorie exposée dans cet ouvrage se base sur l'idée que l'amélioration du monde et sa stabilité dépendent du maintien de l'hégémonie des États-Unis. Toute puissance concurrente est dès lors considérée comme une menace pour la stabilité mondiale. Son discours est franc et direct, ce qui n'exclut pas un certain cynisme. Certaines visions anticipent les conflits géopolitiques de plusieurs décennies, en particulier le triangle Chine-Russie-Iran et le groupe informel de Shanghai.
Contrairement à l'unilatéralisme du président George W. Bush, il est plutôt pro-européen dans la mesure où selon lui la suprématie des États-Unis, le seul pays qui peut sauver le monde du chaos, ne peut être pleinement réalisée et atteindre ses objectifs qu'en travaillant avec l'Europe.
Selon ses propres mots : « Sans l'Europe, l'Amérique est encore prépondérante mais pas omnipotente, alors que sans l'Amérique, l'Europe est riche mais impuissante. »[réf. nécessaire] Il voit dans l'alliance américaine-européenne un axe qui permettrait à chacune des parties de devenir plus puissante tout en ayant une influence plus forte sur la paix et le développement dans le monde.
Les politologues Stéphane François et Olivier Schmitt minimisent la signification du Grand Échiquier : ils y voient une « référence classique, qui permet de mélanger anti-américanisme et “géopolitique”. [...] Ayant les mêmes défauts que tous les géopoliticiens, Brzezinski a une approche déconnectée de toute considération pour les souhaits des populations locales, et s’exprime en termes généralistes sur une situation stratégique qui serait idéale pour les États-Unis. Prenant les écrits d’un retraité de l’administration américaine pour l’exposition de la grande stratégie de Washington, et évacuant de fait toutes les études sur la complexité du processus de prise de décision en politique étrangère aux États-Unis (et leur démonstration de l’absence de plan unifié et cohérent), les auteurs d’extrême droite pensent ainsi avoir trouvé la preuve de la rapacité américaine et l’explication unique de tous les événements survenus depuis la chute du mur de Berlin en Europe de l’Est et aux marges de la Russie, et forcément lié au plan de Washington de déstabiliser Moscou. »
Inversement, l'universitaire Gilbert Achcar voit dans Brzeziński le « gourou de l'administration Clinton », celui qui avec son successeur Anthony Lake, a convaincu le président Clinton d'étendre l'OTAN vers l'Est pour refouler et encercler la Russie. S'inspirant des théories de Halford Mackinder et de Karl Haushofer, Brzeziński résume ainsi les objectifs stratégiques qu'il assigne aux États-Unis : « prévenir la collusion et maintenir la dépendance sécuritaire parmi les vassaux, garder les tributaires dociles et protégés, et empêcher les barbares de se regrouper ». Selon Achcar, Brzeziński, motivé par une hostilité à la Russie « quasiment obsessionnelle », serait l'un des grands responsables de la « nouvelle guerre froide » qui caractérise le XXIe siècle.

## Administration Bush
Brzeziński devient un critique important de la « guerre contre la terreur » menée par l'administration Bush en affirmant entre autres (en 1998) qu'« il n'y a pas d'islamisme mondial » en mettant l'accent sur la diversité du monde musulman. Comme l'expliqua le journal Ynet , il soutient John Mearsheimer et Stephen Walt lors de la polémique à propos de leur livre Le lobby pro-israélien et la politique étrangère américaine contre l'influence importante de l'AIPAC à Washington.

## Administration Obama
Brzeziński est nommé conseiller aux affaires étrangères par le président Barack Obama lors de sa campagne présidentielle et renoue ainsi avec les démocrates. Pour cette raison, il est immédiatement critiqué par Alan Dershowitz.
Dans un entretien à The Daily Beast de septembre 2009, il déclare que les États-Unis ne devraient pas rester là à rien faire si l'aviation israélienne décide de survoler l'espace irakien pour toucher des cibles iraniennes (voir Relations entre les États-Unis et Israël).
Après l'obtention en fin 2009 du prix Nobel de la paix par Obama, Brzeziński déclare que cela apporterait une « légitimité internationale » à la politique étrangère de l'administration Obama et que le nouveau président a « redéfini les relations de l'Amérique avec le reste du monde », « nettement amélioré son image », et « fait une série de promesses pour tenter de résoudre certains conflits d'une manière non unilatérale » .

## Honneurs
Il reçut le titre de docteur honoris causa de l'université Jagellonne de Cracovie en 2000.

## Œuvres

### Ouvrages principaux

#### En anglais
- (en) The Permanent Purge : Politics in Soviet Totalitarianism, Cambridge, Harvard University Press, 1956.
- (en) Soviet Bloc : Unity and Conflict, New York, Praeger, 1961  (ISBN 0-674-82545-4)
- (en) Between Two Ages : America's Role in the Technetronic Era, New York, Viking Press, 1970  (ISBN 0-313-23498-1)
- (en) Power and Principle : Memoirs of the National Security Adviser, 1977-1981, New York, Farrar, Strauss, Giroux, 1983  (ISBN 0-374-23663-1)
- (en) Game Plan : A Geostrategic Framework for the Conduct of the U.S.-Soviet Contest, Boston, Atlantic Monthly Press, 1986  (ISBN 0-87113-084-X)
- (en) Grand Failure : The Birth and Death of Communism in the Twentieth Century, New York, Charles Scribner's Sons, 1989  (ISBN 0-02-030730-6)
- (en) Out of Control : Global Turmoil on the Eve of the 21st Century, New York, Collier, 1993  (ISBN 0-684-82636-4)
- (en) The Grand Chessboard : American Primacy and Its Geostrategic Imperatives, New York, Basic Books, 1997  (ISBN 0-465-02726-1)
- (en) The Choice : Global Domination or Global Leadership, Basic Books, 2004  (ISBN 0-465-00800-3)
- (en) Second Chance : Three Presidents and the Crisis of American Superpower, Basic Books, 2007  (ISBN 0-465-00252-8)
- (en) America and the World: Conversations on the Future of American Foreign Policy, Basic Books, 2008  (ISBN 978-0-465-01501-6)
- (en) Strategic Vision : America and the Crisis of Global Power, Basic Books, 2012  (ISBN 978-0-465-02954-9)

#### En français
- La révolution technétronique [« Between Two Ages : America's Role in the Technetronic Era »], Calmann-Lévy, coll. « Liberté de L'Esprit », 1971
- Illusions dans l'équilibre des puissances, collection d'essais écrits entre 1971 et 1976, Paris, L'Herne, 1977
- Le grand échiquier : L'Amérique et le reste du monde [« The Grand Chessboard : American Primacy and Its Geostrategic Imperatives »], Bayard, coll. « Actualité », 1997, 273 p. (ISBN 978-2-227-13519-2); édition poche Fayard, coll. « Pluriel », 2011  (ISBN 978-2818501429)
- Le Vrai choix : Les États-Unis et le reste du monde [« The Choice : Global Domination or Global Leadership »], Odile Jacob, 2004, 310 p. (ISBN 978-2-7381-1412-9, lire en ligne)
- L'Amérique face au monde : Quelle politique étrangère pour les États-Unis [« America and the World: Conversations on the Future of American Foreign Policy »] (trad. de l'anglais), Paris, Pearson, 2008, 310 p. (ISBN 978-2-7440-6373-2), entretiens croisés de Zbigniew Brzeziński et Brent Scowcroft par David Ignatius

### Autres ouvrages et monographies
- (en) Russo-Soviet Nationalism, M.A. Thesis, McGill University, 1950.
- (en) Political Control in the Soviet Army : A Study on Reports by Former Soviet Officers, New York, Research Program on the USSR, 1954.
- (en) avec Carl Joachim Friedrich, Totalitarian Dictatorship and Autocracy, Cambridge, Harvard University Press, 1956.
- (en) Ideology and Power in Soviet Politics, New York, Praeger, 1962.
- (en) avec Samuel Huntington, Political Power : USA/USSR, New York, Viking Press, 1963  (ISBN 0-670-56318-8)
- (en) Alternative to Partition : For a Broader Conception of America's Role in Europe, Atlantic Policy Studies, New York, McGraw-Hill, 1965.
- (en) The Implications of Change for United States Foreign Policy, Department of State, 1967.
- (en) International Politics in the Technetronic Era, Sofia University Press, 1971.
- (en) The Fragile Blossom : Crisis and Change in Japan, New York, Harper and Row, 1972  (ISBN 0-06-010468-6)
- (en) avec P. Edward Haley, American Security in an Interdependent World, Rowman & Littlefield, 1988  (ISBN 0-8191-7084-4)
- (en) avec Marin Strmecki, In Quest of National Security, Boulder, Westview Press, 1988  (ISBN 0-8133-0575-6)
- (en) The Soviet Political System : Transformation or Degeneration, Irvington Publishers, 1993  (ISBN 0-8290-3572-9)
- (en) avec Paige Sullivan, Russia and the Commonwealth of Independent States : Documents, Data, and Analysis, Armonk, M. E. Sharpe, 1996  (ISBN 1-56324-637-6)
- (en) The Geostrategic Triad : Living with China, Europe, and Russia, Center for Strategic & International Studies, 2000  (ISBN 0-89206-384-X)